# White Lion
White Lion fue un grupo danés-estadounidense de glam metal formado en Nueva York, perteneciente a la corriente de bandas más melódicas de dicho subgénero.

## Biografía
Esta banda fue formada en 1983 por el danés Mike Tramp (voz) (exintegrante de Mabel) y Vito Bratta (exintegrante de Dreamer), quienes después de varios intentos fallidos, se unieron al bajista Felix Robinson y al baterista Dave Capozzi. Con ellos consiguieron firmar un contrato con Elektra Records, para editar su álbum de debut, "Fight to Survive" en 1984. Sin embargo, tras negarse a lanzar el disco por no haber quedado conforme con la producción, White Lion fue despedido y finalmente la placa fue editada por RCA Records a fines de ese mismo año. Fight to Survive se ubicó en el puesto número 151 de la Billboard 200 y figuró  el sencillo debut de la banda "Broken Heart".
Para su segundo trabajo, Pride, lanzado por Atlantic Records en 1987, White Lion contaba con nuevos integrantes; se trataba de James LoMenzo (ex-Megadeth) en el bajo y Greg D'Angelo (ex-Anthrax) en la batería. Este álbum los catapultó a la fama y llegó a ubicarse en el número 11 de las listas Billboard, gracias a los sencillos 'Wait' y 'When the Children Cry', que llegó al puesto 3 en noviembre de 1988.
En 1989 editaron Big Game, logrando imponerse con el clásico sonido melódico de la banda. Se promocionan los sencillos 'Little Fighter', 'Cry for Freedom' y la versión de Golden Earring 'Radar Love'.
En 1991 grabaron su cuarta placa llamada Mane Attraction, que destacó con el tema "Love Don't Come Easy" y la regrabacion de "Broken Heart".
Con la llegada de los años noventa, la escena musical cambia y D'Angelo y LoMenzo abandonaron el grupo, siendo reemplazados por Jimmy DeGrasso y Tommy Caradonna, respectivamente. Sin embargo ese mismo año le pusieron fin a White Lion, aunque se han editado algunas recopilaciones como The Best of White Lion en 1992, y de la mano del vocalista Mike Tramp, el cual ha incluido versiones de los temas originales del grupo se editaron Remembering White Lion: Greatest Hits en 1999, y White Lion: Last Roar en 2004. 
The song "Better Off" was released as Tramp's debut solo single
A fines del 2007 se anunció el regreso de White Lion, y actualmente ya lanzaron un nuevo disco titulado Return of the Pride, que salió al mercado el 14 de marzo de 2008 a través del sello Frontiers Records. 
El trabajo ha sido producido por el vocalista Mike Tramp y el bajista Claus Langeskov, y ha sido grabado durante 2007 entre Australia y Copenhague, entre los compromisos de gira.

## Miembros
- Mike Tramp - vocalista, compositor (1983-1991, 2003-presente)
- Vito Bratta - guitarras, compositor (1983-1991)
- James LoMenzo - bajo (1984-1991)
- Greg D'Angelo - batería (1984-1991)

### Posición en listas
Álbum - Billboard (Estados Unidos)
| Año  | Álbum            | Chart             | Posición |
| ---- | ---------------- | ----------------- | -------- |
| 1985 | Fight to Survive | The Billboard 200 | 151      |
| 1988 | Pride            | The Billboard 200 | 11       |
| 1989 | Big Game         | The Billboard 200 | 19       |
| 1991 | Mane Attraction  | The Billboard 200 | 61       |

## Discografía

### Álbumes de estudio
| Año  | Título              | Discográfica      |
| ---- | ------------------- | ----------------- |
| 1985 | Fight to Survive    | Asylum Records    |
| 1987 | Pride               | Atlantic Records  |
| 1989 | Big Game            | Atlantic Records  |
| 1991 | Mane Attraction     | Atlantic Records  |
| 2008 | Return of the Pride | Frontiers Records |

### Álbumes en directo
| Año  | Título          | Discográfica    |
| ---- | --------------- | --------------- |
| 2005 | Rocking the USA | Frontiers Italy |

### Recopilaciones
| Año  | Título                         | Discográfica     |
| ---- | ------------------------------ | ---------------- |
| 1992 | The Best of White Lion         | Atlantic Records |
| 2004 | Anthology 83-89                | Cleopatra        |
| 2007 | The Definitive Rock Collection | Atlantic Records |